# (65001) Teodorescu
(65001) Teodorescu – planetoida z pasa głównego asteroid okrążająca Słońce w ciągu 5,52 lat w średniej odległości 3,12 j.a. Odkryli ją 9 stycznia 2002 roku Fabrizio Bernardi i Andrea Boattini w Campo Imperatore. Nazwa planetoidy pochodzi od Any Marii Teodorescu – astronomki i żony jednego z odkrywców.